# Obertaufkirchen
Obertaufkirchen – miejscowość i gmina w Niemczech, w kraju związkowym Bawaria, w rejencji Górna Bawaria, w regionie Südostoberbayern, w powiecie Mühldorf am Inn. Leży około 18 km na zachód od Mühldorf am Inn, nad rzeką Isen, przy linii kolejowej Monachium – Wels.

## Demografia
| Rok  | Liczba mieszk. |
| ---- | -------------- |
| 1970 | 1 682          |
| 1987 | 1 722          |
| 2000 | 2 329          |

### Struktura wiekowa
Dane o ludności z 31 grudnia 2008:
| Opis                                | Ogółem | Ogółem | Kobiety | Kobiety | Mężczyźni | Mężczyźni |
| ----------------------------------- | ------ | ------ | ------- | ------- | --------- | --------- |
| Jednostka                           | osób   | %      | osób    | %       | osób      | %         |
| Populacja                           | 2403   | 100    | 1200    | 49,94   | 1203      | 50,06     |
| Wiek przedprodukcyjny (0–17 lat)    | 573    | 23,85  | 292     | 12,15   | 281       | 11,69     |
| Wiek produkcyjny (18–65 lat)        | 1407   | 58,55  | 666     | 27,72   | 741       | 30,84     |
| Wiek poprodukcyjny (powyżej 65 lat) | 423    | 17,6   | 242     | 10,07   | 181       | 7,53      |

## Polityka
Wójtem gminy jest Franz Ehgartner z Heimattreue, poprzednio urząd ten obejmował Rudolf Hartinger, rada gminy składa się z 14 osób.
|      | CSU | HT | EO | FB | Razem |
| 2008 | 3   | 4  | 4  | 3  | 14    |
| 2002 | 4   | 4  | 3  | 3  | 14    |

## Oświata
W gminie znajduje się przedszkole (75 miejsc) oraz szkoła (10 nauczycieli, 186 uczniów).